# Biomorfoza
Biomorfoza – rozwój osobniczy człowieka, całokształt zmian jakim podlega organizm człowieka na przestrzeni życia. Termin ten oznacza także naukę o rozwoju człowieka (dział antropologii).